# Forte di Macchiatonda
Il forte di Macchiatonda, noto anche come torre o casale di Macchiatonda, è una fortificazione costiera situata sull'omonimo tratto litoraneo del territorio comunale di Capalbio.

## Storia
Il complesso fu costruito dagli Spagnoli sulla spiaggia di Macchiatonda nel corso del Seicento, per implementare il sistema difensivo all'estremità meridionale dello Stato dei Presidii.
Adibito a funzioni di avvistamento pur apparendo come un casale residenziale, il fortino fu dismesso nella prima metà dell'Ottocento, quando l'intera zona entrò a far parte del granducato di Toscana ed erano oramai terminati i rischi di eventuali azioni piratesche. Da allora il complesso è andato incontro a un lungo periodo di degrado. Nell'estate del 1969 il forte venne utilizzato come scenario per il film di Marco Ferreri Il seme dell'uomo. Visionando la pellicola è interessante rilevare lo stato di erosione dell'arenile avvenuto nel corso di quarant'anni, oltre al degrado generale delle strutture murarie dell'edificio.

## Descrizione
Il forte di Macchiatonda si presenta come un edificio a pianta quadrangolare che si articola su due livelli.
L'aspetto leggermente fortificato è conferito al complesso dai quattro pilastri obliqui angolari che sembrano abbozzare i vertici di un basamento a scarpa inesistente al primo livello, ove si aprono i portali d'ingresso architravati per accedere all'interno della struttura. Al livello superiore si aprono alcune finestre di forma quadrangolare lungo le pareti rivestite in intonaco.
La parte sommitale, priva di coronamenti, culmina con un tetto di copertura a quattro spioventi.